# ホルン小協奏曲 (ウェーバー)
ホルン小協奏曲 ホ短調（Horn Concertino in e-Moll）作品45（J.188）は、カール・マリア・フォン・ウェーバーが作曲したホルンと管弦楽のための協奏的作品。
1806年から翌年にかけて、カールスルーエに住んでいたホルニストのヨーゼフ・ダウトレヴォー（Josef Dautrevaux）のために作曲。
1815年にミュンヘンのホルニスト、セバスティアン・ラウフ（Sebastian Rauch）のために改作し、これが現行版となる。
ヴァルヴホルンが広まる以前に書かれた作品だが、4オクターヴ近い音域、各種の速いパッセージ、重音奏法など様々な技巧が要求され、現在でも難曲として知られる。

## 編成
独奏ホルン（ナチュラルあるいはバルブ式、ホ調）、フルート、クラリネット2、ファゴット2、ホルン2、トランペット2、ティンパニ2、弦五部

## 概要
単一楽章だが、大きく3部に分けられ、後に書かれたクラリネットのための小協奏曲と類似した構成をもつ。演奏時間は約12分。
第1部は、アダージョ、4/4拍子の短い序奏のあと、アンダンテ、6/8拍子でホルンが歌う。ここですでに2オクターヴ以上の音域が使用される。
第2部はホ長調に転じ、アンダンテ、2/4拍子で主題が提示された後、5つの変奏が続き様々な技巧が披瀝される。第5変奏はレチタティーヴォ風のアダージョとなり、重音奏法を要求されるカデンツァが挿入される。
第3部はアラ・ポラッカのロンド風のフィナーレで、華々しく結ばれる。